# Stefano Proetto
Stefano Proetto (ur. 8 marca 1985 w Gräfelfing) – włoski kierowca wyścigowy niemieckiego pochodzenia.

## Życiorys
Proetto rozpoczął karierę w wyścigach samochodowych w 2001 roku, od startów w Formule BMW Junior, w której z dorobkiem 137 punktów uplasował się na piątej pozycji w klasyfikacji generalnej. W późniejszych latach startował w Niemieckiej Formule 3, Południowoamerykańskiej Formule 3, Formule 3 Euro Series, Europejskim Pucharze Formuły Renault V6, Formule Renault 3.5 oraz w Niemieckim Pucharze Volkswagen Scirocco R. W 2005 roku Włoch został zgłoszony do startów w sezonie Formuły Renault 3.5 z austriacką ekipą Interwetten.com. W żadnym z wyścigów nie zdołał jednak wystartować.

## Wyniki

### Formuła Renault 3.5
| Legenda oznaczeń w tabelach wyników Wyświetl szablon na nowej stronie | Legenda oznaczeń w tabelach wyników Wyświetl szablon na nowej stronie                                                                     |
| Oznaczenie                                                            | Wyjaśnienie |
| --------------------------------------------------------------------- | --- |
| Złoty                                                                 | Zwycięzca lub mistrzostwo |
| Srebrny                                                               | 2. miejsce lub wicemistrzostwo |
| Brązowy                                                               | 3. miejsce lub II wicemistrzostwo |
| Zielony                                                               | Ukończył, punktował (w klasyfikacji generalnej, gdy zdobył co najmniej jeden punkt na przestrzeni sezonu, poza trzema powyższymi opcjami) |
| Niebieski                                                             | Ukończył, nie punktował (w klasyfikacji generalnej, gdy nie zdobył co najmniej jednego punktu na przestrzeni sezonu)                      |
| Czerwony                                                              | Nie zakwalifikował się (NZ) |
| Czerwony                                                              | Nie prekwalifikował się (NPK) |
| Różowy                                                                | Nie ukończył (NU) |
| Różowy                                                                | Niesklasyfikowany (NS) (w klasyfikacji generalnej, gdy nie został sklasyfikowany w żadnym wyścigu sezonu)                                 |
| Czarny                                                                | Zdyskwalifikowany (DK) |
| Czarny                                                                | Wykluczony (WYK/EX) |
| Biały                                                                 | Nie wystartował (NW) |
| Biały                                                                 | Kontuzjowany (K/INJ) |
| Biały                                                                 | Wyścig odwołany (OD/C) |
| Bez koloru                                                            | Został wycofany (WYC/WD) |
| Bez koloru                                                            | Nie przybył (NP/DNA) |
| Bez koloru                                                            | Nie brał udziału w treningach (NT/DNP) |
| Bez koloru                                                            | Nie został zgłoszony (–) |
| Pogrubienie                                                           | Start z pole position |
| Kursywa                                                               | Najszybsze okrążenie wyścigu |
| †                                                                     | Nie ukończył, ale jego rezultat został zaliczony ze względu na przejechanie więcej niż 90% dystansu wyścigu.                              |
| *                                                                     | Sezon w trakcie |
| 1/2/3                                                                 | Punktowana pozycja w sprincie kwalifikacyjnym                                                                                             |
| Lista systemów punktacji Formuły 1                                    | |

| Rok  | Zespół          | Wyniki w poszczególnych eliminacjach | Wyniki w poszczególnych eliminacjach | Wyniki w poszczególnych eliminacjach | Wyniki w poszczególnych eliminacjach | Wyniki w poszczególnych eliminacjach | Wyniki w poszczególnych eliminacjach | Wyniki w poszczególnych eliminacjach | Wyniki w poszczególnych eliminacjach | Wyniki w poszczególnych eliminacjach | Wyniki w poszczególnych eliminacjach | Wyniki w poszczególnych eliminacjach | Wyniki w poszczególnych eliminacjach | Wyniki w poszczególnych eliminacjach | Wyniki w poszczególnych eliminacjach | Wyniki w poszczególnych eliminacjach | Wyniki w poszczególnych eliminacjach | Wyniki w poszczególnych eliminacjach | Punkty | Pozycja |
| ---- | --------------- | ------------------------------------ | ------------------------------------ | ------------------------------------ | ------------------------------------ | ------------------------------------ | ------------------------------------ | ------------------------------------ | ------------------------------------ | ------------------------------------ | ------------------------------------ | ------------------------------------ | ------------------------------------ | ------------------------------------ | ------------------------------------ | ------------------------------------ | ------------------------------------ | ------------------------------------ | ------ | ------- |
| 2005 | Interwetten.com | BEL                                  | BEL                                  | MON                                  | VAL                                  | VAL                                  | FRA                                  | FRA                                  | BIL                                  | BIL                                  | DEU                                  | DEU                                  | GBR                                  | GBR                                  | PRT                                  | PRT                                  | ITA                                  | ITA                                  | -      | NS      |
| 2005 | Interwetten.com | NW                                   | NW                                   | -                                    | -                                    | -                                    | -                                    | -                                    | -                                    | -                                    | -                                    | -                                    | -                                    | -                                    | -                                    | -                                    | -                                    | -                                    | -      | NS      |

### Podsumowanie
| Sezon | Seria                                            | Zespół               | Wyścigi | Zwycięstwa | PP | NO | Podium | Punkty | Pozycja |
| ----- | ------------------------------------------------ | -------------------- | ------- | ---------- | -- | -- | ------ | ------ | ------- |
| 2001  | Formuła BMW Junior                               | ADAC e.V. Motorsport | 20      | 2          | 1  |    | 8      | 137    | 5       |
| 2002  | Niemiecka Formuła 3                              | Team Kolles Racing   | 16      | 0          | 0  | 0  | 0      | 0      | NS      |
| 2002  | Niemiecka Formuła 3                              | Swiss Racing Team    | 16      | 0          | 0  | 0  | 0      | 0      | NS      |
| 2002  | Południowoamerykańska Formuła 3                  | Prop Car             | 2       | 0          | 0  | 0  | 0      | 0      | NS      |
| 2003  | Formuła 3 Euroseries                             | LD Autosport         | 16      | 0          | 0  | 0  | 0      | 0      | NS      |
| 2003  | Formuła 3 Euroseries                             | Swiss Racing Team    | 16      | 0          | 0  | 0  | 0      | 0      | NS      |
| 2004  | Europejski Puchar Formuły Renault V6             | EuroInternational    | 13      | 0          | 0  | 1  | 2      | 78     | 12      |
| 2005  | Formuła Renault 3.5                              | Interwetten.com      | 0       | 0          | 0  | 0  | 0      | 0      | NS      |
| 2010  | Niemiecki Puchar Volkswagen Scirocco R           |                      | 9       | 1          | 0  | 1  | 1      | 229    | 5       |
| 2010  | Niemiecki Puchar Volkswagen Scirocco R - Pro Cup |                      | 9       | 1          | 2  | 1  | 4      | 229    | 2       |
| 2011  | Niemiecki Puchar Volkswagen Scirocco R           |                      | 10      | 1          | 0  | 2  | 3      | 326    | 4       |